# Zukunftsfähiges Deutschland
Zukunftsfähiges Deutschland ist der Titel zweier Studien zur Nachhaltigkeit in Deutschland.
Die vom Bund für Umwelt und Naturschutz (BUND) und Misereor beim Wuppertal Institut für Klima, Umwelt, Energie in Auftrag gegebene, 1996 erschienene Studie Zukunftsfähiges Deutschland. Ein Beitrag zu einer global nachhaltigen Entwicklung prägte entscheidend den Mitte der 1990er Jahre sich entfaltenden Nachhaltigkeitsdiskurs in der deutschen Gesellschaft und wurde als „Grüne Bibel“ bezeichnet.
Zwölf Jahre später, im Oktober 2008, erschien die Nachfolgestudie Zukunftsfähiges Deutschland in einer globalisierten Welt. Ein Anstoß zur gesellschaftlichen Debatte, die ebenfalls vom Wuppertal Institut erstellt wurde und als deren Auftraggeber der BUND, Brot für die Welt und der Evangelische Entwicklungsdienst (EED) verantwortlich zeichneten.

## Zukunftsfähiges Deutschland in einer globalisierten Welt (2008)
Zwölf Jahre nach der ersten richtungsweisenden Studie sei eine Wende hin zu einer Politik der Nachhaltigkeit weder national noch international gelungen. Auch die Diskussionen um Nachhaltigkeit seien häufig von Beliebigkeit und Verharmlosung gekennzeichnet. Verstärkter Handlungsdruck auf die politischen, wirtschaftlichen und gesellschaftlichen Akteure gäbe den Anlass dafür, eine neue Studie über die Zukunftsfähigkeit Deutschlands in Auftrag zu geben. Ihr Anspruch sei es, eine breite gesellschaftliche Diskussion über die Zukunftsfähigkeit Deutschlands und konkrete Handlungen für zukunftsfähige Veränderungen anzuregen.
Ihre Herausgeber sind der Bund für Umwelt und Naturschutz Deutschland (BUND) und die evangelischen Entwicklungsorganisationen Brot für die Welt und Evangelischer Entwicklungsdienst (EED). Das Wuppertal Institut für Klima, Umwelt, Energie erarbeitete die neue Studie.

### Ergebnisse

#### Problemlage
Die Autoren der neuen Studie geben an, dass grundlegende Veränderungen im Umgang mit der Natur trotz politischer Anstrengungen wie z. B. der nationalen Nachhaltigkeitsstrategie nicht erreicht wurden. Im Großen und Ganzen habe sich Deutschland im Vergleich zu 1996 nicht weit genug in Richtung Zukunftsfähigkeit bewegt. Die Artenvielfalt nähme nicht nur in Deutschland, sondern weltweit dramatisch ab. Der CO2-Gehalt in der Atmosphäre steige weiter an. In den meisten Entwicklungsländern (→Entwicklungsland) wachse die Armut der Bevölkerung und würde zum grenzüberschreitenden Politikum. Der wirtschaftliche Aufschwung in den Schwellenländern (→Schwellenland) gehe mit einer starken Umweltzerstörung einher und führe zu einer größer werdenden sozialen Ungleichheit. Die nachholende Entwicklung der Schwellen- und Entwicklungsländer vergrößerten den Druck auf die Umwelt. Eine Kooperation zwischen den Ländern des Nordens mit denen des Südens in der Umweltpolitik scheitere daran, „dass der Norden ungebrochen seine strukturelle Macht in der Finanz-, Handels- und Entwicklungspolitik zu Ungunsten des Südens ausspielt“ (BUND et al. 2008). Verursacher des Klimachaos und der Biodiversitätsverluste seien in erster Linie die Länder des Nordens, während die Länder des Südens von ihren Folgen am härtesten getroffen würden. Eine Ursache wäre der Markt, der weder in der Lage sei, den Naturverbrauch auf einem angemessenen Niveau zu halten, noch eine faire Verteilung der Güter unter den Marktteilnehmern und darüber hinaus herzustellen. Er sei „blind für die Sache der Ökologie wie auch der Gerechtigkeit“ (BUND et al. 2008).
Die Autoren fragen: „Welche Veränderungen sind nötig, damit Deutschland zukunftsfähig wird und seinen Beitrag zur Zukunftsfähigkeit der Welt leisten kann?“ (BUND et al. 2008). Sie fordern in der neuen Studie einen Wandel unserer Zivilisation. Es bedürfe eines neuen Gesellschaftsvertrags, der nicht nur das Verhältnis von Mensch zu Mensch, sondern auch das von Menschheit und Natur schützt. Die Menschenrechte wie auch die ökologischen Grenzen zu wahren, sei das Kernprogramm der Nachhaltigkeit.

#### Handlungsziele
Der Energieverbrauch soll laut Studie von 6.500 auf 2.000 Watt im Jahresdurchschnitt pro Person sinken. Statt auf Atomenergie, Kohlekraftwerke und Agrotreibstoffe aus Übersee zu setzen, empfehlen die Autoren der Studie den Wechsel zu erneuerbaren Energien und eine dezentrale Energieproduktion. Im Verkehrssektor gelte es, weniger auf Leistung und Geschwindigkeit von Kraftwagen zu setzen, sondern öffentlichen Verkehrssystemen Vorrang vor dem Individualverkehr einzuräumen und eine substantielle Kerosinsteuer für den Luftverkehr sowie eine Deckelung der Anzahl der Starts zu realisieren. Eine zukunftsfähige Landwirtschaft habe den Übergang von der Intensivbewirtschaftung zu einer regenerativen Land- und Viehwirtschaft geschafft. Verbraucher, die zukunftsfähig handeln, wählten einen maßvollen Lebensstil, Produzenten trügen ihre soziale und ökologische Verantwortung, politische Akteure sorgten für institutionelle Leitplanken und systemische Sperren und würden damit zukunftsfähig.
Für einen zukunftsfähigen Umgang mit der Biosphäre seien alle gefordert, Rücksicht auf zukünftige Generationen und ferne Mitbürger zu nehmen. In den nächsten zwei Jahrzehnten fiele die Entscheidung darüber, „ob ein kaum mehr zu steuerndes Klimachaos mit unabsehbaren Auswirkungen für die Biosphäre und die Weltgesellschaft noch zu vermeiden ist“ (BUND et al. 2008).

### Struktur der Studie
„Ausgangslagen“ der Studie beschreiben die globalen Probleme und Krisen und wie eng Umweltprobleme mit Gerechtigkeitsdefiziten zusammenhängen. Dann ziehen die Autoren „Bilanzen“ und überprüfen die Ziele, die vor zwölf Jahren in der ersten Studie Zukunftsfähiges Deutschland – Ein Beitrag zu einer global nachhaltigen Entwicklung aufgestellt wurden (siehe Abschnitt 2.2 Reduktionsziele). Mittels „Leitbildern“ entwickelt die Studie konkrete Handlungsvorschläge und Visionen für die Zukunftsfähigkeit eines Industrielandes. Der „Kurswechsel in Deutschland und Europa“ zeigt die Reichweite dieser Leitbilder auf: Die geforderten Veränderungen dürften nicht an nationalen Grenzen Halt machen. Das Kapitel „Übereinkünfte global“ beschreibt die internationale Dimension der Umwelt- und Gerechtigkeitsprobleme. Es gelte auch weltweit enger zusammenzuarbeiten und verbindliche Regeln zu schaffen. Schließlich wird dem „Engagement vor Ort“ eine Schlüsselrolle beigemessen. Mit der Forderung nach zivilgesellschaftlicher Partizipation und Verantwortung spannen die Autoren den Bogen zum eigenen Handeln des Einzelnen. „Erfolgsgeschichten“ zeigen reale Beispiele für zukunftsfähige Entwicklungen in der Gegenwart. Darüber hinaus geben die „Zeitfenster 2022“ einen Ausblick in ein zukunftsfähiges Deutschland im Jahr 2022 und zeigen auf, welchem Wege diese Veränderungen vonstattengehen könnten.

### Autoren und Herausgeber
Beteiligt waren 30 Autorinnen und Autoren unter Leitung von Wolfgang Sachs und Michael Kopatz. Das Wuppertal Institut, deren Wissenschaftler die Studie erarbeitet haben, erforscht und entwickelt als deutsche Umweltforschungseinrichtung Leitbilder, Strategien und Instrumente für eine nachhaltige Entwicklung auf regionaler, nationaler und internationaler Ebene. Der BUND, einer von drei Herausgebern der Studie, ist der größte deutsche Umweltverband. Er setzt sich seit über dreißig Jahren für den Natur- und Umweltschutz in Deutschland ein und ist als Mitglied bei Friends of the Earth auch international aktiv. Das Entwicklungswerk der evangelischen Kirchen in Deutschland, der EED, fördert jährlich rund 300 Projekte und unterstützt die entwicklungspolitische Bildungsarbeit in Deutschland wie auch Partnerorganisationen in Afrika, Asien, Lateinamerika und Osteuropa darin, Armut und Ungerechtigkeit zu überwinden. Brot für die Welt, die Spendenaktion der evangelischen Landes- und Freikirchen im Bereich Entwicklungszusammenarbeit, wurde 1959 gegründet und ist eine Herausgeberin der neuen Studie.

### Hintergrund
Charakterisierendes Merkmal der Studie des Wuppertal Instituts ist die systematische Verknüpfung der umwelt- und entwicklungspolitischen Diskurse. Damit setzt die Studie um, was schon bei der Weltkonferenz für Umwelt und Entwicklung in Rio de Janeiro im Jahr 1992 gefordert wurde: Umwelt und Entwicklung müssen zusammengedacht werden. Diese Koppelung von Umweltfragen an die globale und intertemporale Gerechtigkeit in der Studie „Zukunftsfähiges Deutschland in einer globalisierten Welt“ kann zum einen auf die Ausrichtung der an der Studie beteiligten Akteure zurückgeführt werden. Der Verbund der Herausgeber und Mitgestalter BUND, EED und Brot für die Welt bringt die immer noch nicht integrierten Diskurse mit dieser Studie einander näher. Zum anderen ist das Zusammendenken von umwelt- und entwicklungspolitischen Fragen bereits im Umweltraum-Konzept (siehe Abschnitt 2.2 Grundannahmen) verankert, auf dem beide Studien zum zukunftsfähigen Deutschland basieren.
Die Studie nimmt sowohl in der politischen als auch wissenschaftlichen Nachhaltigkeitsdebatte eine wichtige Rolle ein. Sie wird einerseits getragen von wissenschaftlichen Konzepten und neuen Statistiken. Andererseits führen ihre Autoren in der Studie vorhandene und neue Handlungsoptionen zusammen. Sie richtet sich also ebenso an Politiker, Wissenschaftler wie Nicht-Regierungs-Organisationen, Unternehmen und die Zivilgesellschaft.

## Zukunftsfähiges Deutschland – Ein Beitrag zu einer global nachhaltigen Entwicklung (1996)
Zukunftsfähiges Deutschland – Ein Beitrag zu einer global nachhaltigen Entwicklung ist der Titel einer gemeinsamen Studie von Misereor und BUND aus dem Jahre 1996, durchgeführt vom Wuppertal Institut. Sie führte zu einer intensiven gesellschaftspolitischen und kirchlichen Diskussion über nachhaltige Entwicklung. Wegen des impliziten transformativen Potentials, d. h. das Ziel war ein großer Wandel bzw. Übergang zur Nachhaltigkeit, mit neuen Leitbildern war die Studie auch eines der ersten wissenschaftlichen Projekte zur Transformation, weltweit.
Diese von der Umweltorganisation BUND und dem bischöflichen Hilfswerk Misereor beim Wuppertal Institut für Klima, Umwelt und Energie in Auftrag gegebene Studie hat großes Aufsehen, Interesse und Kritik geweckt. Die Studie war die erste wissenschaftlich fundierte Nachhaltigkeitsstrategie Deutschlands.

### Ziel
Ziel der Studie war es, aufzuzeigen, wie das Leben in einem zukunftsfähigen Deutschland aussehen könnte, das einen Beitrag dazu leistet, die natürlichen Lebensgrundlagen für kommende Generationen zu erhalten und dem Süden den Spielraum für eine sozial gerechte und ökologisch verträgliche Entwicklung zu öffnen (BUND/MISEREOR 1996).

### Grundannahmen
Ausgehend von der normativen Grundannahme, dass alle Menschen gleiche Nutzungsrechte an den global verfügbaren Ressourcen haben, wird der Deutschland zur Verfügung stehende Umweltraum berechnet.
„Als Umweltraum wird die Menge an natürlichen Ressourcen bezeichnet, die genutzt werden kann, ohne dass die Trag- und Regenerationsfähigkeit der Ökosysteme beeinträchtigt, d. h. die Umwelt unumkehrbar geschädigt wird.“
Dem wird der derzeitige deutsche Umweltverbrauch gegenübergestellt.
Dabei wird nicht nur der in Deutschland anfallende Material-, Energie-, Flächen-, Wasserverbrauch und Schadstoffausstoß bilanziert, sondern auch die durch Deutschland in den Ländern des Südens und auf globaler Ebene in Anspruch genommenen Ressourcen einbezogen.
Laut der Studie bestätigt sich, dass Deutschland, wie die übrigen Industriestaaten auch, in überproportionaler Weise für die Emissionen von Treibhausgasen und Fluorchlorkohlenwasserstoffen verantwortlich ist.
Gleiches gelte für die Überfischung der Ozeane und ihre Verschmutzung durch Gifte, Erdöl und Nährstoffe. An den Beispielen landwirtschaftlicher, forstwirtschaftlicher und mineralischer Importgüter wird beschrieben, dass Deutschland außerhalb seines eigenen Territoriums enorme Flächen in Anspruch nimmt und damit erhebliche Umweltbelastungen in Gestalt von Bodenaushub, Erosion, Dünger- und Pestizideinträgen sowie Wasserverbrauch und -verschmutzung in Länder des Südens verlagert.

### Reduktionsziele
Aus der Gegenüberstellung der Belastungsgrenzen des Deutschland zur Verfügung stehenden Umweltraumes und tatsächlichem Umweltverbrauch werden Reduktionsziele und -zeiträume für den Material-, Flächen- und Energieverbrauch sowie für einzelne Schadstoffemissionen (→Emission (Umwelt)) abgeleitet. Auf Grundlage der globalen Reduktionserfordernisse und unter Berücksichtigung des Gleichheitsgrundsatzes kommt die Studie zu dem Ergebnis, dass Deutschland seinen Energie- und Materialverbrauch bis zum Jahr 2050 um durchschnittlich 80 bis 90 Prozent reduzieren müsse. Als mittelfristige Zieletappe wird eine Reduktion um 10 Prozent bis zum Jahr 2010 genannt (Madleine Brocke 1995).

### Leitbilder
Die Studie beschränkt sich nicht auf eine numerische Darstellung, sondern überführt die Reduktionsziele in qualitative Zielvorstellungen. Dazu entwirft sie Leitbilder und Wendeszenarien, die sich als Vision für eine gesamtgesellschaftliche Umorientierung und als praktische Gestaltungsentwürfe für unterschiedliche gesellschaftliche Akteure, wie z. B. Unternehmer, Verbraucher, öffentliche Versorger, Städteplaner, Gesetzgeber, Politiker etc. verstehen.
Drei Prinzipien ziehen sich durch die Leitbilder: Effizienz, Suffizienz und Strukturveränderung. Der Ruf nach Suffizienz resultiert aus der Erkenntnis, dass die notwendigen Reduktionsziele zwar teilweise durch verbesserte Verfahren und Techniken erreicht werden können, Einsparungen beim Umweltverbrauch aber vielfach durch Mengeneffekte aufgefressen werden. Daher bedürfe es über Effizienzsteigerung hinaus auch eines sparsameren Umgangs mit Ressourcen und eines maßvolleren Konsumverhaltens (Madleine Brocke 1995).

### Widerstand gegen die Studie
Insbesondere von der chemischen Industrie und dem Bauernverband gab es massive Kritik und Widerstände an der Studie. Stein des Anstoßes war das Nachhaltigkeitsziel der hundertprozentigen Umstellung auf eine ökologische Landwirtschaft bis 2010. Im Zentrum der Kritik stand der Hauptgeschäftsführer von Misereor Prälat Norbert Herkenrath, welcher sich voll hinter die Ergebnisse der Studie stellte – im Gegensatz zur Deutschen Bischofskonferenz, welche hier eine passive Position vertrat. Der Bayerische Bauernverband rief seine Mitglieder zum Boykott der jährlichen Misereor-Kollekte auf, die zu den wichtigsten Einnahmequellen des Hilfswerks Misereor zählt. Dagegen wurde die Studie in kirchlichen Laienkreisen, wie zum Beispiel den Diözesanräten und Verbänden und auch in der ökumenischen Bewegung positiv aufgenommen und auch auf der Europäischen Ökumenischen Versammlung in Graz diskutiert.
Die Ergebnisse der Diskussion sind in die Entwicklung der nationalen Nachhaltigkeitsstrategie eingeflossen.
Kritik kam allerdings auch von entwicklungspolitisch aktiven Gruppen: Der Bundeskongress entwicklungspolitischer Aktionsgruppen (BUKO) kritisierte, dass in dem Bericht Zukunftsfähiges Deutschland davon ausgegangen werde, es reiche aus, die existierenden Strukturen und Institutionen zu reformieren, um die Gesellschaft(en) zukunftsfähig zu machen. Dagegen ging u. a. der BUKO davon aus, dass, um die Gesellschaft(en) zukunftsfähig zu machen, das Ziel des Wirtschaftswachstums infrage gestellt werden müsse und der Umbau der kapitalistisch geprägten Wirtschaftsweise unabdingbar sei. Weil dies in der Studie nicht zur Sprache komme, diene diese eher der Modernisierung einer in die Krise geratenen Wirtschaftsform als der Zukunftsfähigkeit des Lebens auf der Erde. „Ökologie und Nachhaltigkeit“, so der BUKO, „(sind) heute zu einem Herrschaftsdiskurs geworden und Teil einer Strategie, den industriellen Kapitalismus zu entschlacken und zu effektivieren, ohne den naturzerstörenden Kern des industrie-kapitalistischen Programms anzutasten. (…) Wenn man der Nachhaltigkeitsdebatte folgt, darf eine ‚zukunftsfähige Gesellschaft‘ durchaus patriarchalisch, rassistisch und kapitalistisch sein“. (BUKO, 1996)

## "Wann, wenn nicht jetzt?" – eine Bilanz (2017)
2017 gab der Oekom-Verlag in einem Band seiner Zeitschrift politische ökologie eine Sammlung von Beiträgen interessierter Fachleute heraus, die unter dem Titel „Wann, wenn nicht jetzt?“ ihre persönliche Wahrnehmung zur Wirkung der beiden Studien "Zukunftsfähiges Deutschland" von 1996 und 2008 und ihre Zukunftsvorschläge formulierten. Zu den Autoren zählten unter anderem Angelika Zahrnt, Klaus Töpfer, Patrizia Nanz und Daniel Fuhrhop. Die Sammlung wurde mitherausgegeben vom Wissenschaftlichen Beirat des BUND.
Im Wesentlichen wurde die Bilanz gezogen, dass die Studien einerseits wichtige Anstöße und Veränderungen bewirkt hätten, andererseits aber auch Stillstand und sogar Rückschritte zu verzeichnen seien. Gleichzeitig wurden – angesichts bevorstehender ökologischer Kipppunkte wie im Erdklimasystem und sozialer Spaltung – dringender Handlungsbedarf angemahnt und passende Handlungsoptionen beschrieben.

### Ausgaben
- BUND & Misereor (Hrsg.): Zukunftsfähiges Deutschland. Ein Beitrag zu einer global nachhaltigen Entwicklung. Studie des Wuppertal-Instituts für Klima, Umwelt, Energie GmbH. Birkhäuser Verlag, Basel/Boston/Berlin 1996, ISBN 3-7643-5278-7; 4. überarbeitete und erweiterte Auflage ebd. 1997, ISBN 3-7643-5711-8
- Bund für Umwelt und Naturschutz, Brot für die Welt & Evangelischer Entwicklungsdienst (Hrsg.): Zukunftsfähiges Deutschland in einer globalisierten Welt. Ein Anstoß zur gesellschaftlichen Debatte. Eine Studie des Wuppertal Instituts für Klima, Umwelt, Energie. Fischer-Taschenbuch-Verlag, Frankfurt 2008, ISBN 978-3-596-17892-6 (Kurzfassung als PDF auf der Homepage der Studie)

### Sekundärliteratur
- BUND & Misereor (Hrsg.): Wegweiser für ein zukunftsfähiges Deutschland. Riemann Verlag, München 2002, ISBN 3-570-50033-0
- Madeleine Brocke & Reinhard Hermle: „Zukunftsfähiges Deutschland. Ein Beitrag zu einer global nachhaltigen Entwicklung“. Eine Studie. In: ZEP – Zeitschrift für internationale Bildungsforschung und Entwicklungspädagogik. 18/4, Dezember 1995, S. 23–25
- Helga Eblinghaus & Armin Stickler: Nachhaltigkeit und Macht. Zur Kritik von Sustainable Development. IKO – Verlag für Interkulturelle Kommunikation, Frankfurt 1996, ISBN 3-88939-196-6 (dort auch: Bundeskongreß entwicklungspolitischer Aktionsgruppen (BUKO): Technomärchen. Fit, schlank und mit gutem Gewissen ins 21. Jahrhundert. S. 207–219)
- https://www.oekom.de/ausgabe/zukunftsfaehiges-deutschland-80167